# Жадушкіна Галина Володимирівна
Галина  Володимирівна Жадушкіна (нар. 20 червня 1948, Смоленськ, РРФСР) — актриса, режисер, педагог, заслужена артистка УРСР.

## Біографія
Народилася 20 червня 1948 року в Смоленську в родині військовослужбовця.
В 1964 році вступила до Одеського державного театрально-художнього технічного училища на відділення оперети (курс М. Ошеровського). По закінченні навчання в 1968 році була прийнята в Одеський театр музичної комедії на посаду солістки, в якому працювала до 1994 року.
У 1976 році закінчила Одеську державну консерваторію імені А. В. Нежданової.
В 1994—1997 року очолювала театр «Комедіум» при Одеському будинку актора.
У 1997—1999 роках працювала у США.
В 2000 році була запрошена на посаду режисера в Одеський академічний театр опери та балету
З 2001 року викладає в оперній студії Одеської національної музичної академії імені А. В. Нежданової.

## Творчість
- Основні ролі:

Любов Ярова, Ніна («Товариш Любов», «Пізня серенада» В. Ільїна), Дашка («Слон» В. Гроховського), Сільва (однойменна оперета І. Кальмана), Еліза Дулітл («Моя чарівна леді» Ф. Лоу), Альдонса («Людина з Ламанчі»).
- Основні вистави:

«Мойсей» М. Волинського, «Директор театру» В.-А. Моцарта (обидві — 2002), «Трубадур» Дж. Верді (2006).

## Нагороди
- Звання «Заслужений артист УРСР» (1981).